# Microdesmus aethiopicus
Microdesmus aethiopicus är en fiskart som först beskrevs av Paul Chabanaud 1927.  Microdesmus aethiopicus ingår i släktet Microdesmus och familjen Microdesmidae. Inga underarter finns listade i Catalogue of Life.